# لوران (لاعب كرة قدم مواليد 1995)
لوران (بالبرتغالية: Lorran David Ferreira Costa‏) هو لاعب كرة قدم برازيلي في مركز الهجوم، ولد في 2 مايو 1995 في كويابا في البرازيل. لعب مع أتلتيكا  كالدينسي ‏.

## وصلات خارجية
- لوران (لاعب كرة قدم مواليد 1995) على موقع قاعدة بيانات كرة القدم.إي يو (الإنجليزية)
- لوران (لاعب كرة قدم مواليد 1995) على موقع Soccerway.com (الإنجليزية)